# گروه هلیکس انرژی
گروه هلیکس انرژی (انگلیسی: Helix Energy Group) شرکت خدمات نفتی آمریکایی است، که در سال ۱۹۸۰ تأسیس شد.